# Eduard Study
Eduard Study (né le 23 mars 1862 à Cobourg en duché de Saxe-Cobourg et Gotha, mort le 6 janvier 1930) est un mathématicien allemand du XIXe siècle, connu pour ses travaux sur la théorie des invariants des formes ternaires (1889) et son travail sur la trigonométrie sphérique. Il a également étudié les applications de la théorie des groupes aux nombres complexes et hypercomplexes, qui l'amenèrent à l'invention du corps multiplicatif des nombres duaux.

## Biographie
Eduard Study était le fils d’un professeur de lettres classiques du lycée de Cobourg (le Casimirianum), Carl Traugott Wilhelm Study, et de Caroline Thérèse Henriette von Langsdorff, elle-même fille de Karl Christian von Langsdorf, professeur de mathématiques.
Study perdit sa mère alors qu'il n'avait que deux ans. À peine diplômé du lycée de Cobourg, il s'inscrivit en biologie en 1880-81 à l'université d'Iéna et y suivit les cours d’Ernst Haeckel : à l'époque, il s'intéressait autant à cette science qu'à la géométrie.
L'année suivante Study s'inscrivit à l’Université de Strasbourg, où il étudia sous la direction de 
Theodor Reye (1838–1919) qui enseignait la Géométrie synthétique. Puis en 1882/1883 il étudia à l'Université de Leipzig, avant de retourner à Strasbourg à l'automne 1883. En 1884, une utilisation originale du calcul symbolique lui valut le premier prix de l’Université technique de Munich, et en 1885 il soutint sa thèse consacrée à la géométrie vectorielle de Grassmann.
Study retrouva ensuite l'Université de Leipzig pour préparer sa thèse d'habilitation sous la direction de Felix Klein, qui l'envoya (avec David Hilbert) faire un stage d'études à Paris, puis à Erlangen. Ayant soutenu son habilitation, Study épousa en 1888 sa cousine Lina von Langsdorff, qui lui donna une fille nommée Trude (née le 26 juin 1889).
Ses relations tendues avec Klein poussèrent Study  à quitter Leipzig en 1888 et à accepter un poste de privat-docent à Marbourg. Il publia en 1889 son premier traité, intitulé Méthodes de la théorie des formes ternaires, qui n'eut presque aucun écho jusqu'à ce qu'en 1982 Gian-Carlo Rota en donne une réédition remarquée.
À l'occasion du Congrès international des mathématiciens de Chicago, il donna de juillet 1893 à avril 1894 une série de conférences dans des universités américaines, avant de prendre un poste de professeur surnuméraire à l'université de Bonn (comme successeur de Minkowski), qu'il conserva jusqu'en 1897. Alors l'Université de Greifswald lui offrit enfin une chaire de professeur titulaire. Au cours des années suivantes, Study composa son plus grand traité, la Géométrie des torseurs (1903). En 1904 il reprit la  chaire de mathématiques de Lipschitz à l’Université de Bonn. Au début de l'été 1927, il fut élevé au rang de professeur émérite.
Le 6 janvier 1930, Study mourut d'un cancer de l'estomac. Son corps fut incinéré le 9 janvier à Mayence et l'urne fut inhumée à Bonn dans le cimetière de Poppelsdorf.